# Shetab
Shetab (перс. شتاب‎), официально «Межбанковская сеть передачи информации» (перс. ببکه ببادل اطلاعات بین بانکی‎) — иранская национальная платёжная система, предоставляющая услуги проведения платёжных операций и выпускающая банковские карты. Система была запущена в 2002 году для создания основы иранской банковской системы и для функционирования банкоматов, POS-терминалов и прочих транзакций на основе банковских карт.
До его введения некоторые иранские банки выпускали карты, которые работали только в устройствах банков-эмитентов. С момента внедрения Shetab все банки должны придерживаться этого стандарта и обеспечивать возможность подключения к нему. Кроме того, все выпущенные кредитные или дебетовые карты в Иране должны поддерживать Shetab. По состоянию на конец 2017 года к системе Shetab было подключено 54 300 банкоматов.

## История
Система запущена в 2002 году и с тех пор все банки страны обязаны с ней работать. В 2002 году, когда система была внедрена, в обращении находилось примерно 2,8 миллиона внутренних дебетовых карт, из которых примерно 530 000 могли использовать систему Shetab.
Сельскохозяйственный банк (Кешаварзи банк) был первым, который подключился к системе, Саман Банк первым запустил интернет-банкинг в Иране на основе Shetab.
В 2005 году правительство Ирана обязало Центральный банк Ирана и все иранские банки, в основном принадлежащих государству, создать всю необходимую инфраструктуру (нормативную, аппаратную, программную) для полного запуска электронных денег в Иране к марту 2005 года. В итоге местные дебетовые и кредитные карты стали обычным явлением в стране, находящейся под санкциями и устранили главное препятствие на пути роста электронной коммерции (в национальном масштабе), а также полного внедрения инициатив электронного правительства.
В 2007 году, до введения новых санкций против Ирана, IT-компания Tetra-Tech объявила, что использование Visa и Mastercard теперь возможно для онлайн-продаж и в терминалах иранских электронных оплат в торговых центрах, отелях, ресторанах, и туристических агентствах для иранцев и иностранных туристов. Объём электронной торговли Ирана достиг 10 000 миллиардов риалов в год (1 миллиард долларов США по курсу на тот момент) к марту 2009 года.
К 2010 году уже было выпущено 12 миллионов карт, работающих с системой. Почти в каждом отделении банка в Иране был банкомат, подключенный к системе Shetab. Более 70 % магазинов, ресторанов и рынков подключены к системе Shetab. Многие интернет-магазины также подключены к системе Shetab. Также были внедрены мобильный и SMS-банкинг.
К 2019 году в системе уже работало 57 000 банкоматов и был эмитирован 341 млн карт.
По состоянию на 2020 год все иранские банки и некоторые международные банки в Катаре, Кувейте и Бахрейне являются членами системы Shetab

## Связь с другими системами
- В марте 2005 года между Центральным банком Ирана и банкоматной сетью Бахрейна Benefit, а также UAES Объединённых Арабских Эмиратов были достигнуты соглашения о подключении их систем к сети Shetab[10].
- В октябре 2005 года Иран и Китай объединили свои банковские системы[11].
- В июле 2006 года система Shetab была подключена к сети банкоматов Катара (NAPS)[12].
- В мае 2008 года сеть банкоматов Ирана была уже подключена к сетям в Бахрейне, Катаре и Кувейте, что позволило клиентам иметь прямой доступ к своим счетам из Ирана и этих стран[13].
- В декабре 2016 года были озвучены планы подключения к японской JCB и китайской UnionPay в краткосрочной перспективе; и к Visa и Mastercard в долгосрочной перспективе[10].
- В 2020 году система также работала в Армении и Турции[14].
- В 2022 году активизировались переговоры о соединении систем Shetab и российской «Мир» в свете продолжения действия санкций против Ирана, расширения возможностей «Мира» и санкций против России. Ожидалось, что процесс объединения систем и их возможностей завершится в 2023 году[15]. 4 июля 2024 г. глава ЦБ Ирана объявил о завершении взаимной интеграции обеих систем[16].
- 11 ноября 2024 года интеграция банкоматов системы МИР с системой Shetab была завершена. В рамках пробных снятий были сняты суммы в российских рублях с виртуальных карт Shetab[17].